# Daouda Malam Wanké
Daouda Malam Wanké (n. 1946 ou 1954, m. 15 de setembro de 2004) político do Níger, presidente de seu país em 1999. 
Seu ano de nascimento é objeto de discussão. Nasceu em uma localidade próxima de Niamey, a capital do país. Entrou no Exército nigerino, atingindo o grau de coronel. Em 9 de abril de 1999 conduziu um golpe de Estado militar contra o presidente Ibrahim Baré Maïnassara. Este - que por sua vez chegara ao poder através de outro golpe, três anos antes - foi assassinado. Durante dois dias, a incerteza política reinou no Níger, já que o primeiro-ministro Ibrahim Hassane Mayaki e vários outros reclamavam a presidência. Em 11 de abril, finalmente, Wanké assumiu o cargo, dirigindo um governo de transição que prometeu celebrar eleições no final daquele ano. 
O governo de Wanké cumpriu sua promessa, e entregou o poder ao presidente eleito Tandja Mamadou em dezembro de 1999. 
Wanké tinha muitos problemas de saúde, incluindo doenças cardiovasculares e pressão arterial alta. Durante os últimos meses de sua vida, viajou a Líbia, Marrocos e Suíça para submeter-se a tratamento médico. Faleceu em Niamey, no dia 15 de setembro de 2004, sobrevivendo-lhe sua esposa e seus três filhos.